# Rue Magellan
La rue Magellan est une voie du 8e arrondissement de Paris.

## Situation et accès
Elle commence au 15, rue Quentin-Bauchart et se termine au 48, rue de Bassano.
Le quartier est desservi par la ligne 1 à la station George V.

## Origine du nom

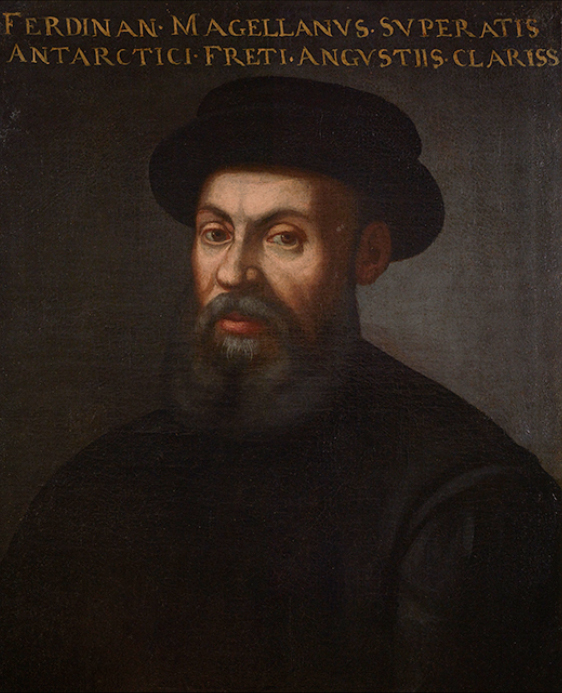
Fernand de Magellan.

Elle porte le nom du célèbre navigateur portugais Fernand de Magellan (1480-1521).

## Historique
La rue est ouverte par l'Administration de l'Assistance publique sur des terrains dépendant de l'ancien couvent de Sainte-Périne-de-Chaillot en 1865 et prend sa dénomination actuelle le 2 mars 1867.

## Bâtiments remarquables et lieux de mémoire

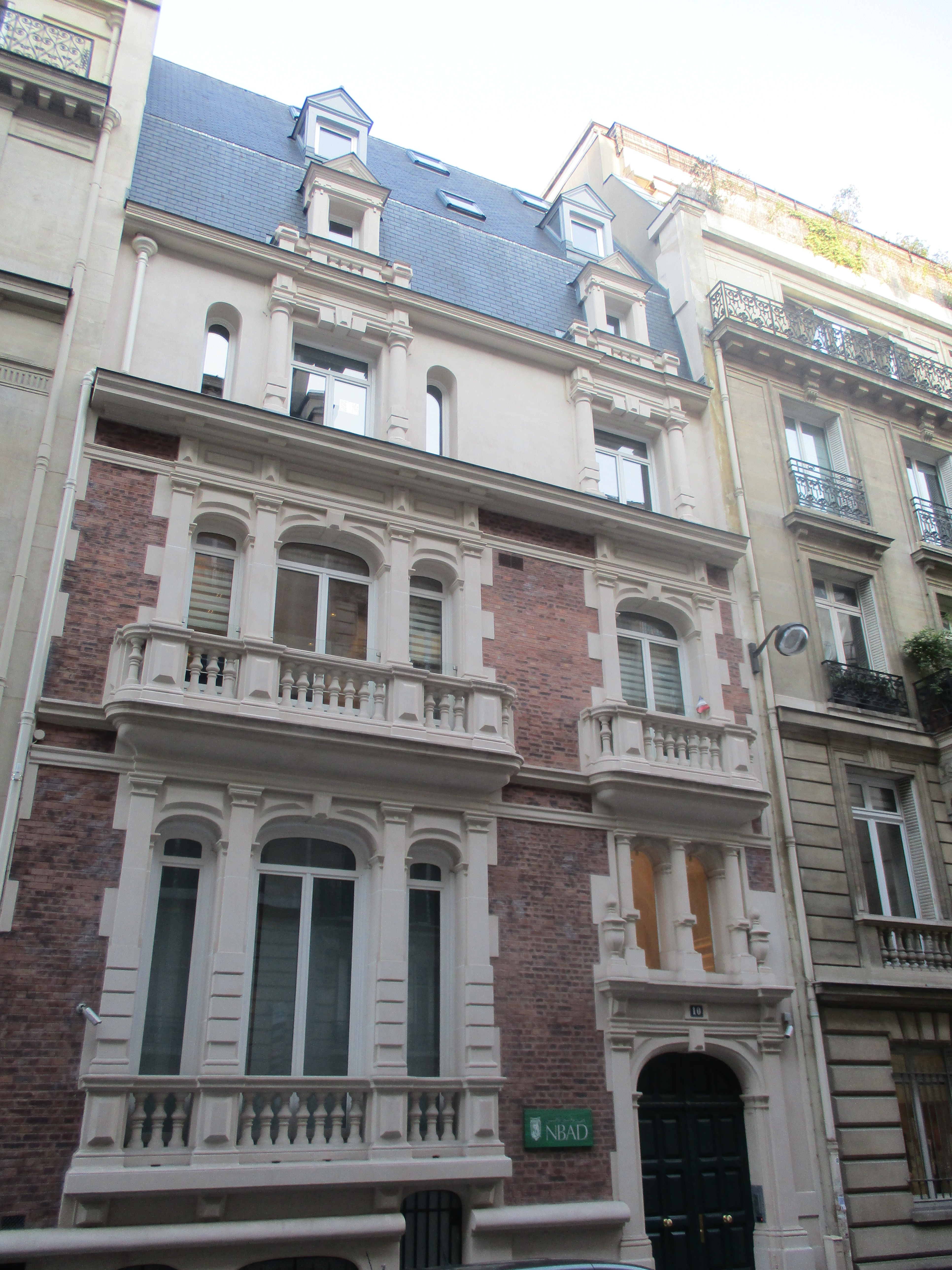
Ancien hôtel particulier du comte de Gramont.

- No 1 : Jean Casimir-Perier (1847-1907) y habita après son bref passage à l'Élysée (1894-1895)[1].
- No 7 : hôtel François-Ier.
- No 10 : hôtel du comte de Gramont (en 1910)[2].

### Bâtiments détruits
- No 6 : hôtel du comte d'Évry, propriété de la baronne Seillière (en 1910)[2]. L'ambassade d'Estonie en France y siégea jusqu'en 1936[3].
- No 14 : salle des fêtes dite Washington Palace (en 1910)[2].